# Bryan Magee

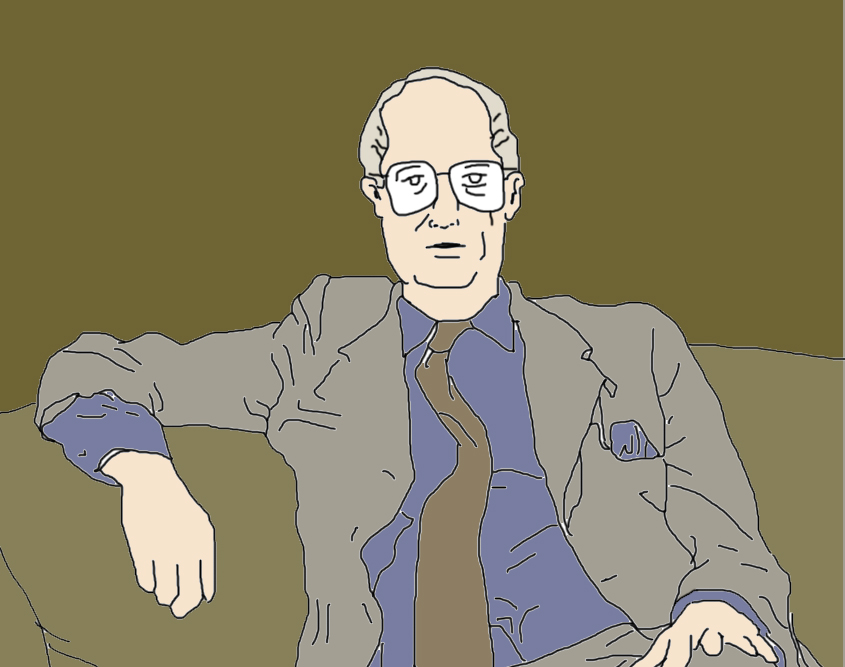
Bryan Magee

Bryan Edgar Magee (Londen, 12 april 1930 - 26 juli 2019) was een bekende Britse omroeppersoonlijkheid, politicus en schrijver, die vooral bekend is geworden door zijn populairwetenschappelijke boeken over filosofie en muziek. Hij heeft onder andere geschreven over Arthur Schopenhauer, Richard Wagner en Karl Popper. Hij heeft van 1974 t/m 1983 voor de Labour Party in het Britse parlement gezeten.